# Pedro Artieda
Pedro Artieda Santacruz (Quito, 1964) es un psicólogo, escritor y catedrático ecuatoriano. La mayoría de sus obras se enmarcan en el género de la literatura negra y el gótico.
Su primera novela fue publicada en 2001 con el título Nadie sabe con certeza. A esta le siguieron la novela futurista La última pared roja (2009) y Bajo el hábito (2013), obra con la que recibió una mención de honor del Premio Joaquín Gallegos Lara a la mejor novela del año y que sigue la historia de un religioso franciscano transgénero que habita en un convento de Quito.
En 2003 publicó el ensayo La homosexualidad masculina en la narrativa ecuatoriana, en que analiza la historia de la Literatura LGBT en Ecuador y que le valió el premio nacional Manuela Sáenz. De acuerdo al catedrático Fernando Balseca, la obra fue el primer trabajo en presentar un corpus sobre la literatura LGBT ecuatoriana.

## Obras
Novelas
- Nadie sabe con certeza (2001)
- La última pared roja (2009)
- Bajo el hábito (2013)

Otros
- La homosexualidad masculina en la narrativa ecuatoriana (2003), ensayo
- Lo oculto de la noche (2010), cuentos[8]
- Invertidos y Marimachos: ficciones queer de la poética latinoamericana (2022)[9]